# Inkosazana
Inkosazana és un cràter sobre la superfície del planeta nan Ceres, situat amb el sistema de coordenades planetocèntriques a 34.2 ° de latitud nord i 158 ° de longitud est. Fa un diàmetre de 40 km. El nom va ser fet oficial per la UAI l'onze de setembre del 2017 i fa referència a Inkosazana, deessa de l'agricultura en la cultura zulú.